# Geriffelte Gummierung

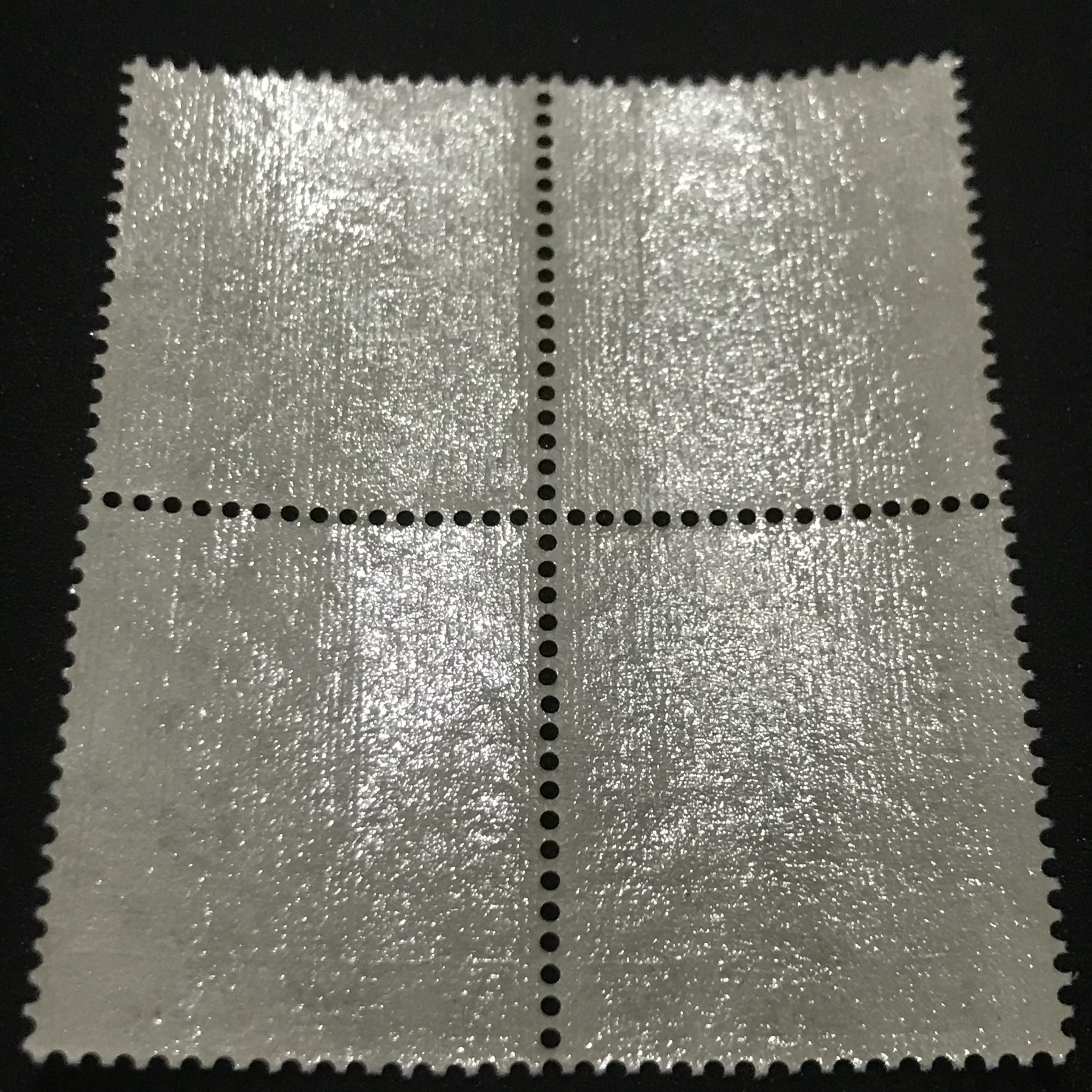
Wert der Dauermarkenserie Heuss (I) mit derartiger Gummierung

Geriffelte Gummierung oder kurz Gummiriffelung ist eine Sonderform der Gummierung von Briefmarken.
Eine Gummiriffelung entsteht durch Brechung des Gummis kurz nach der Gummierung. Diese Brechung wird von speziellen Walzen durchgeführt. Sie soll dem ungewollten Einrollen des Papieres entgegenwirken. Bei der Trocknung der Gummierung bleibt das Briefmarkenpapier dadurch glatt.
Briefmarken mit Gummiriffelung haben eng nebeneinander liegende, sehr schmale Wellenlinien auf der Gummierung. Eine geriffelte Gummierung erkennt man manchmal schon, bevor man die Rückseite der Briefmarke begutachtet hat, sie können unterschiedlich stark ausgeprägt sein, bei besonders starker Ausprägung der Gummiriffelung scheint diese auf die Vorderseite der Briefmarke durch. Auch bei gestempelten Briefmarken (Gummierung wurde abgewaschen) kann man in diesem Fall die Riffelung erkennen.
Der Philatelist unterscheidet zwei verschiedenen Riffelungsarten. Die Gummiriffelung kann waagrecht oder senkrecht zur Briefmarke erfolgen. Dies bezeichnet man demnach als „waagrechte oder senkrechte Gummiriffelung“. Bei manchen Briefmarkenausgaben gibt es beide Varianten. 
Gummiriffelungen sind bei Sammlern sehr beliebt, vor allem wenn verschiedene Varianten bei ein und demselben Wert existieren (beispielsweise senkrecht, waagrecht sowie ohne). Seltene Riffelungsarten erzielen oftmals hohe Preise unter Philatelisten. Sie werden jedoch im Allgemeinen mit der Vorderseite nach vorne in die Sammlung eingeordnet.
Ein Beispiel für Riffelung ist die Zweite Trachtenserie der österreichischen Post.
Weitere besondere Gummierungsarten: Trockengummierung, Spargummierung